# ナルニア国物語/第3章: アスラン王と魔法の島
『ナルニア国物語/第3章: アスラン王と魔法の島』（ナルニアこくものがたり だいさんしょう アスランおうとまほうのしま、The Chronicles of Narnia: The Voyage of the Dawn Treader）は、2010年12月10日公開のアメリカ映画。日本公開は2011年2月25日である。

## 概要
『第1章: ライオンと魔女』、『第2章: カスピアン王子の角笛』に続く、C・S・ルイスの児童文学『ナルニア国物語』の実写映画版第3弾で、原作の第3作目に当たる『朝びらき丸 東の海へ』の映画化である。
前2作を監督したアンドリュー・アダムソンはプロデューサーに退いて新たにマイケル・アプテッドが就任し、また、製作・配給は前2作を手掛けたウォルト・ディズニー・カンパニーに代わって20世紀フォックスが請け負う。
アプテッドの言によれば、作品は原作と大幅に異なる内容になるという。

## キャスト
| 役名                   | 俳優                   | 日本語吹き替え |
| ---------------------- | ---------------------- | -------------- |
| カスピアン王           | ベン・バーンズ         | 尾上菊之助     |
| ルーシー・ペベンシー   | ジョージー・ヘンリー   | 宇山玲加       |
| エドマンド・ペベンシー | スキャンダー・ケインズ | 畠中祐         |
| ユースチス・スクラブ   | ウィル・ポールター     | 朴璐美         |
| アスラン（声）         | リーアム・ニーソン     | 津嘉山正種     |
| リーピチープ（声）     | サイモン・ペグ         | 落合弘治       |
| ドリニアン卿           | ゲイリー・スウィート   | 山路和弘       |
| ベルン卿               | テリー・ノリス         | 坂口芳貞       |
| ループ卿               | ブルース・スペンス     | 清川元夢       |
| タヴロス               | シェーン・ランギ       | 辻親八         |
| ラインス               | アーサー・エンジェル   | 田中明生       |
| ゲイル                 | アラベラ・モートン     | 野津友那乃     |
| コリアキン             | ビリー・ブラウン       | 立川三貴       |
| のうなしあんよの頭     | ロイ・ビリング         | 飯塚昭三       |
| スーザン・ペベンシー   | アナ・ポップルウェル   | 髙橋由希       |
| ピーター・ペベンシー   | ウィリアム・モーズリー | 木村良平       |
| リリアンディル         | ローラ・ブレント       | はいだしょうこ |
| 白い魔女               | ティルダ・スウィントン | 大地真央       |

- その他日本語吹替：多田野曜平、斎藤志郎、小川剛生、坂詰貴之、仲野裕、中博史、大家仁志、藤本教子、滝知史、長島真祐、中田隼人、内田量子、丹沢晃之、久保智史、遠藤純平、早志勇紀、岩崎正寛、坂本くんぺい、鏡優雅、宮本崇弘

## テレビ放映
日本公開にあわせ、2011年2月25日に金曜ロードショー（日本テレビ系）枠に第2作『ナルニア国物語/第2章: カスピアン王子の角笛』が地上波初放送された。翌日の2月26日に土曜プレミアム（フジテレビ系）枠で第1作『ナルニア国物語/第1章: ライオンと魔女』が放送され、逆順となった。
| 回数 | テレビ局   | 番組名（放送枠名） | 放送日        | 放送時間      | 放送分数 | 視聴率 |
| ---- | ---------- | ------------------ | ------------- | ------------- | -------- | ------ |
| １   | 日本テレビ | 金曜ロードSHOW!    | 2014年5月16日 | 21:00 - 22:54 | 114分    | 12.0%  |
| ２   | フジテレビ | 土曜プレミアム     | 2015年4月25日 | 21:00 - 23:10 | 130分    | 10.6%  |

- 視聴率はビデオリサーチ調べ、関東地区・世帯・リアルタイム。

## 補足
- 三菱電機のテレビREALのCMに使用された。
- 後に制作元の20世紀フォックスがディズニーに買収された為、前作と同様に本作の配給権はディズニーが所有している。